# Osby landskommun
Osby landskommun var en tidigare kommun i dåvarande Kristianstads län.

## Administrativ historik
När 1862 års kommunalförordningar började gälla inrättades denna kommun i Osby socken i Östra Göinge härad i Skåne. 15 juli 1887 inrättades Osby municipalsamhälle, vilket 1937 avskildes från landskommunen som Osby köping. 
Kommunreformen 1952 påverkade inte Osby, som kvarstod som egen kommun fram till 1962, då den uppgick i Osby köping som 1971 ombildades till Osby kommun.
Kommunkoden 1952-1961 var 1127.

### Kyrklig tillhörighet
I kyrkligt hänseende tillhörde kommunen Osby församling.

## Geografi
Osby landskommun omfattade den 1 januari 1952 en areal av 169,52 km², varav 161,67 km² land.

### Tätorter i kommunen 1960
| Tätort        | Folkmängd |
| ------------- | --------- |
| Marklunda     | 287       |
| Osby, del ava | 268       |

Tätortsgraden i kommunen var den 1 november 1960 24,5 procent.

## Politik

### Mandatfördelning i Osby landskommun 1938-1958
| 10 |  | 8 | 3 | 3 |

| 24 |

| 12 | 8 | 3 | 2 |

| 24 |

|  | 11 | 13 |

| 25 |

| 11 | 9 | 3 | 2 |

| 23 |

| 10 | 8 | 3 | 4 |

| 23 |

| 9 | 10 | 2 | 4 |

| 23 |